# Breaksk8
Breaksk8 — это команда профессиональных танцоров на квадрафонических роликах, созданная в 2001 году в Kokomo, Индиана.
Группа была создана Shannon Anthony в 2001 году. Участники группы выросли на катках, и в 2002 начали гастролировать по Соединенным Штатам. Они выступали и преподавали на катках. В состав группы входят Shannon Anthony, Jessy Nice, Tyson Neal, ДJordan McQuiston,Tony Zane и Diamond Walker. В течение нескольких лет Шаннон добавил больше участников к этой команде. В настоящее время Breaksk8 состоит из 32 участников, состоящих из 8 различных подразделений: B.E.C., Breaksk8 Indiana, Breaksk8 Wisconsin, Breaksk8 Illinois, Breaksk8 South Carolina, Breaksk8 Atlanta, Breaksk8 Michigan & Breaksk8 Staff.

## История
Breaksk8 начали выступать на баскетбольных матчах университета средней школы в Центральной Индиане. Они стали Indiana Pace Skaters и выступали на домашних играх в течение 2004 сезона Pacers. В 2005 они заключили контракт с NBA, и получили звание «Official Skate Team for the NBA». Благодаря этому контракту Breaksk8 выступает для всех 30 команд NBA.
В 2008 на церемонии Teen Choice Awards, Breaksk8 выступали с Мэрайей Кэри.

## Состав

### Shannon Anthony
Shannon (Shane или ShanRock. Родной город — Kokomo, Индиана. Начал кататься на коньках когда ему было 9 лет. Его рост на коньках 6 '4" (195 см). Главное для него «Знать, что мы имеем значение в жизни людей, будучи хорошим образцом для подражания». Он также говорит, что его вдохновением «являются поклонники и возможность достигать своих целей». Shannon — создатель Breaksk8.

### Jessy Nice
Jessy (Jess или Mr. Nice). Родной город — Peru, Индиана. Начал кататься на коньках в 1993 году. Его рост на коньках 6 '5" (198 см). Главное для него «Делать людей счастливыми и чтобы мои друзья и семья гордились мной». Джесси помогал Шаннону в создании Breaksk8 и приложил все усилия чтобы сделать команду лучше.

### Jordan McQuiston
Jordan (J-quist). Родной город — Kokomo, Индиана. Начал кататься на коньках в 2000 году. Его рост на коньках 6 '2" (188 см). Главное для него «Делать так, чтобы люди чувствовали себя хорошо». Кроме участия в Breaksk8, Jordan является твореским директором компании Vanilla skate. Также Jordan является певцом и работает над своим синглом «Backseat».

### Tony Zane
Настоящее имя Anthony, но все называют его Tony. Родной город — Lansing, IL. Начал кататься на коньках когда ему было 9 лет, но танцами на роликах начал заниматься в 2002. Его рост без коньков 5 '6" (170 см). Главное для него Тони также сказал, что «Мое вдохновение возникает от поклонников и моей команды». Описание катания Tony заняло бы весь день, но одним словом Tony первый из скейтеров в мире. Он один из трех участников компании Vanilla skate. Он спонсируется Vanilla Skate Company, Backspin Wheels, PowerTrac Frames, QUBE Bearings. В начале 2008 года Tony назван лучшим скейтером в мире, после того как он выиграл Battle of the Belt. В 2009 он защитил свой титул в борьбе со своим товарищем по команде, Diamond Walker, в финальном раунде.
«От девятилетнего ребенка, учащегося, катания на роликах на цементном тротуаре, до высокооплачиваемого, профессионального скейтера. Я представляю катание на коньках полностью. Я — Tony Zane.»

### Diamond Walker
Diamond (D или Dealer). Родной город — Kokomo, Индиана. Начал кататься на коньках в 2001 году. Его рост на коньках 5 '7" (173 см). Главное для него «Видеть реакцию поклонников и быть образцом для подражания». Diamond спонсируется Vanilla Skate Company, Backspin Wheels, PowerTrac Frames, QUBE Bearings. Diamond был очень близок к тому, чтобы стать лучшим скейтером в мире, но он проиграл Tony Zane в соревновании Battle of the Belt.

### Breaksk8 Indiana
Breaksk8 Indiana включает в себя 5 участников: Michael «Curly» Smith, Ashley Mullin, Josh Carmichael, Taylor Carnes & Nate Wright.

### Breaksk8 Wisconsin
Breaksk8 Wisconsin включает в себя 5 участников: Addie Lopez, Craig Weston, Tyler Komp, JoJean Allen & Alyssa Rababgo.

### Breaksk8 Illinois
Breaksk8 Illinois включает в себя 4 участника: Alex Landeros, Michael Nguyen, Anthony Balsam & Darrell «D-Boy» Wyatt.

### Breaksk8 South Carolina
Breaksk8 South Carolina включает в себя 5 участников: Patrick Ballentine, Quan Floyd, Adam McMorris, Hayden Webb & Quinton Thomas.

### Breaksk8 Atlanta
Breaksk8 Atlanta включает в себя 2 участника: Chris «C-Mack» McEntire & Levi Keyser.

### Breaksk8 Michigan
Breaksk8 Michigan включает в себя 1 участника: Kyle Cumper

### Breaksk8 Staff
Breaksk8 staff в настоящее время имеет 5 участников: Brian Weston, Lora «DJ Sonrisa» Jacobson, Lisa-Marie Manderfield, Chris «BBC» Marvel & Tommy Neese.

### Короли танцпола
В ноябре 2007 года MTV пригласила Breaksk8 в качестве участника в программу Короли танцпола. Они закончили своё выступление и заняли 4-е место, проиграв Kaba Modern.